# Сви мрзе Криса
Сви мрзе Криса (енгл. Everybody hates Chris) је серија настала у САД-у. Радња се одвија у Бруклину, Њујорку. Главни лик је Крис Рок (Тајлер Џејмс Вилијамс енгл. Tyler James Williams) који живи у петочланој, црначкој породици: отац Џулијус (Тери Крус енгл. Terry Crews), мајка Рошел (Тичина Арнолд енгл. Tichina Arnold), брат Дру (Текван Ричмонд енгл. Tequan Richmond) и сестра Тања (Имани Хаким енгл. Imani Hakim). Они су црначка породица и живе у блоку где су сви црнци. Серија показује живот у Гету на смешан и забаван начин у периоду од 1982. до 1987. године.